# 尤莉·古德胡斯
尤莉·古德胡斯（德语：Juli Gudehus，1968年—）是一位德国女性图像设计师。
最早她出版了《Genesis》一书，并逐渐出名。她采用新的图像语言来诠释人们已熟悉的商标和标记。
1993年，《Die Zeit》杂志刊登了《Genesis》中的一段。
2006年，她获得德国设计奖。